# Sonate pour violon et piano no 3 de Brahms
Pour les articles homonymes, voir Sonate pour violon et piano.
La Sonate pour violon et piano no 3 en ré mineur  opus 108 de Johannes Brahms est une œuvre de musique de chambre composée entre 1878 et 1887. Dédiée au chef d'orchestre et ami Hans von Bülow, elle a été créée à Budapest par Jenő Hubay et Brahms le 22 décembre 1888.
Composée de manière contemporaine à la sonate no 2, elle fait davantage place au piano que les deux précédentes.

## Structure
Contrairement aux deux autres sonates pour violon et piano de Brahms, elle comporte quatre mouvements :
1. Allegro alla breve (à )
2. Adagio (en ré majeur, à 
)
3. Un poco presto e con sentimento (en fa dièse mineur, à 
)
4. Presto agitato (en ré mineur, à 
)

- Durée d'exécution : vingt-deux minutes.